# 334 (szám)
A 334 (római számmal: CCCXXXIV) egy természetes szám, félprím, a 2 és a 167 szorzata.

## A szám a matematikában
A tízes számrendszerbeli 334-es a kettes számrendszerben 101001110, a nyolcas számrendszerben 516, a tizenhatos számrendszerben 14E alakban írható fel.
A 334 páros szám, összetett szám, azon belül félprím, kanonikus alakban a 21 · 1671 szorzattal, normálalakban a 3,34 · 102 szorzattal írható fel. Négy osztója van a természetes számok halmazán, ezek növekvő sorrendben: 1, 2, 167 és 334.
A 334 négyzete 111 556, köbe 37 259 704, négyzetgyöke 18,27567, köbgyöke 6,93823, reciproka 0,002994. A 334 egység sugarú kör kerülete 2098,58389 egység, területe 350 463,51006 területegység; a 334 egység sugarú gömb térfogata 156 073 083,1 térfogategység.